# Alumine Pihlakuiv
Alumine Pihlakuiv ist eine unbewohnte Insel, 15 Meter von der größten estnischen Insel Saaremaa entfernt. Die Insel liegt in der Landgemeinde Saaremaa im Kreis Saare. Sie gehört zum Nationalpark Vilsandi.
Alumine Pihlakuiv bildet mit der nördlichen Insel Ülemine Pihlakuiv ein Inselpaar. Alumine Pihlakuiv ist 60 Meter lang und 20 Meter breit.